# Johan Gustaf Hallman
Johan Gustaf Hallman, född den 24 juni 1726 på Dylta bruk i Axbergs socken i Närke, död den 10 mars 1795 i Stockholm, var en svensk läkare, tecknare och kopparstickare. Han var son till Johan Göstaf Göstafsson Hallman och Margareta Cornelia Klipper samt från 1755 gift med Charlotta Fredrika Kruger. Han var bror till Carl Israel Hallman samt halvbror till Johan Fredrik Hörling och farfar till Gustaf Hieronymus Hallman.

## Biografi
Hallman blev student vid Uppsala universitet 1742 och sändes 1749 på Linnés förord av Kommerskollegium till utlandet för att inhämta kännedom om mullbärsträdplanteringen. Han vistades utomlands i fem års tid, blev under tiden medicine doktor i Padua 1750 samt erhöll samma år fullmakt som svensk hovmedikus.  Återkommen till Stockholm 1754, började han strax anlägga vidlyftiga mullbärsträdplanteringar på Ladugårdslandet och hade till 1759 planterat 25 000 sådana träd. År 1756 utnämndes han till andre livmedikus. 
Då syfilitiska smittan i början av 1770-talet så allmänt utbredde sig ibland den fattiga befolkningen i Stockholm, framställde han planen till en särskild kuranstalt för sjukdomens hämmande, utdelade på egen bekostnad läkemedel, ja, då så behövdes, underhåll åt fattiga, som led av denna sjukdom. Också förordnades han 1774 att förestå det då inrättade kurhuset. Genom preservativa åtgärder och en kraftig kurativ metod sökte han inskränka den veneriska sjukdomens härjningar. 
Fördomen mot dessa sjuklingar var den tiden så stor, att Hallman till följd av sin omvårdnad om de syfilitiskt smittade förlorade en del av sin praktik och även ådrog sig andra ledsamheter. Allmänhetens rädsla för sjukdomen ifråga var vid denna tid var så stor, att den även fruktade läkaren, som skötte de sjuka. Detta hindrade honom dock inte, utan han uppoffrade han likväl både sin tid, sin egen bekvämlighet och sin förmögenhet och fortsatte med detta ända till sin död. 
År 1773 hade han utnämnts till assessor vid Collegium medicum och blev 1793 läkare vid Djurgårdsbrunn. Bland Hallmans skrifter märkas ett antal i Salvius "Lärda tidningar" tryckta brev från hans utländska resa, hans inträdestal i Collegium medicum: Om veneriska smittan (1774) samt en avhandling Om drunknades räddning (1784), som jämte nödiga instrument genom hans försorg av överståthållaren utdelades till varje parmmätare i Stockholm.
Hallman var troligen elev till Jonas Silfverling i Uppsala och är representerad vid Linköpings museum med illustrationer för vetenskapliga arbeten och vid Nationalmuseum.